# Gerda Hövel

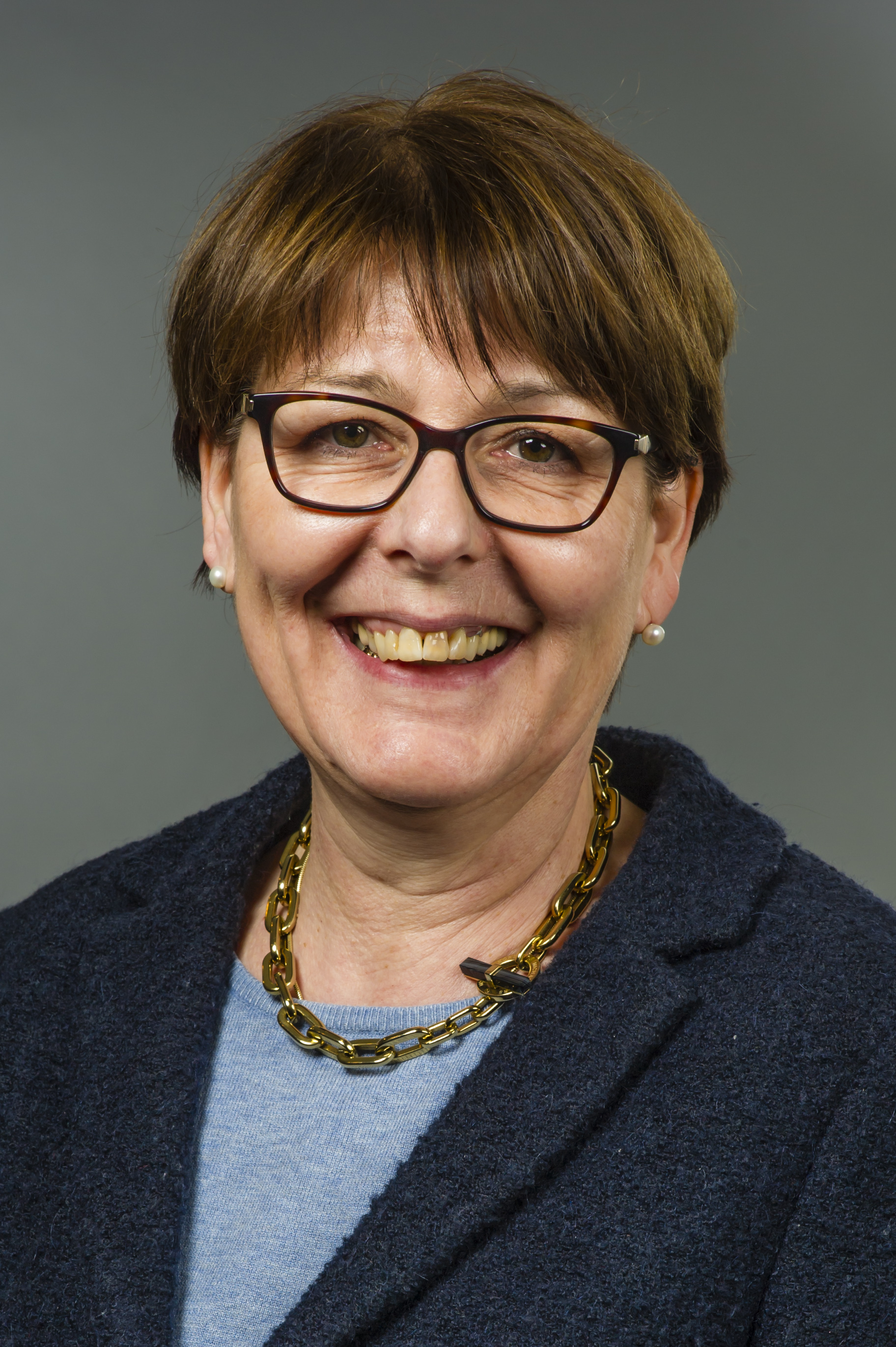
Gerda Hövel, 2018

Gerda Hövel (* 9. März 1954 in Rheine) ist eine deutsche Politikerin (CDU). Sie war von 2013 bis 2022 Mitglied des Niedersächsischen Landtags.

## Ausbildung, Beruf und Familie
Gerda Hövel besuchte das Emsland-Gymnasium und schloss die Schule 1969 mit der Mittleren Reife ab. Danach absolvierte sie in Münster eine Ausbildung zur pharmazeutisch-technischen Assistentin, die sie 1972 abschloss. Anschließend arbeitete sie in verschiedenen Apotheken, bis sie sich nach Geburt ihrer Tochter im Jahr 1984 ganz der Familie widmete. Von Januar 2008 bis zu ihrer Wahl in den Landtag im Jahr 2013 arbeitete sie wieder in ihrem Beruf. Sie ist Mitglied im Landfrauenverein Melle und in der Katholischen Frauengemeinschaft Deutschlands.
Sie ist römisch-katholisch, verheiratet und Mutter einer Tochter.

## Politik
Hövel wurde 1991 Mitglied der CDU. In der CDU war sie als Vorstandsmitglied im Ortsverband Melle-Mitte und im Stadtverband Melle tätig, von 1999 bis 2007 war sie Vorstandsvorsitzende des Ortsverbands, ab 2007 des Stadtverbands. Daneben war sie von 1995 bis 1999 Vorsitzende der Frauen Union Melle.
Im Jahr 1996 wurde sie erstmals in den Stadtrat gewählt, 2009 wurde sie dort CDU-Fraktionsvorsitzende. Im Ortsrat Melle-Mitte ist sie seit 1998 vertreten, 2001 wurde sie Ortsbürgermeisterin von Melle-Mitte.
Im Mai 2012 wurde sie von der CDU als Nachfolgerin des aus Altersgründen nicht mehr antretenden Ernst-August Hoppenbrock für die niedersächsische Landtagswahl am 20. Januar 2013 als Direktkandidatin im Wahlkreis Melle nominiert. Sie gewann den Wahlkreis mit 47,3 % der Erststimmen und schaffte so den Einzug in den niedersächsischen Landtag. Bei der Landtagswahl 2017 wurde sie erneut über das Direktmandat im Wahlkreis Melle in den Landtag gewählt. Von November 2017 bis November 2022 war sie Schriftführerin des Niedersächsischen Landtages. Zur Landtagswahl 2022 trat sie nicht erneut an.